# Жегусов, Иван Пудович
Иван Пудович Жегусов (1898―1941) ― якутский государственный деятель, первый директор Якутского государственного педагогического института (1934-1937).

## Биография
Родился 6 июня 1898 года в Дебегинском наслеге Таттинского улуса Якутии.
Учился в Черкёхской школе. В 1922 году окончил учительский техникум в Якутске и поступил на школьный факультет Академии Коммунистического воспитания имени Надежды Крупской. В 1927 году после окончания Академии начал преподавать в Якутском педагогическом техникуме. Затем заведовал культурно-просветительским отделом Наркомата просвещения, здравоохранения и социального обеспечения Якутской АССР.
В марте 1928 года назначен на пост Народного комиссара просвещения, здравоохранения и социального обеспечения Якутии. Проработал на этом посту до 1932 года.
В 1934 году был открыт Якутский государственный педагогический институт (ЯГПИ) и Иван Жегусов стал его первым директором. В 1937 году был снят с этой должности.
4 декабря 1938 года по ложному обвинению был арестован органами НКВД Якутской АССР с предъявлением обвинения по ст.582,587 и 5811 УК РСФСР. Проходил следствие по «якутскому делу», начавшееся с так называемого «дела М. К. Аммосова».
28 марта 1940 года уголовное дело в отношении Жегусова было прекращено и он вышел на свободу. Пребывание в тюрьме серьёзно подорвало его здоровье и в феврале 1941 года Иван Жегусов умер в Якутске.
Полностью был реабилитирован 15 мая 2000 года.

## Память
- Гимназия в Таттинском улусе носит имя Ивана Жегусова[4].